# 西枝信号場
西枝信号場（ソジしんごうじょう）または西枝駅（ソジえき）は、大韓民国慶尚北道安東市にかつて存在した韓国鉄道公社中央線の駅である。

## 歴史
- 1980年1月10日：信号場として開業。
- 2020年12月16日：廃止。

## 隣の駅
韓国鉄道公社
中央線
栄州駅 - (文殊駅) - (甕泉信号場) - (麻仕駅) - (伊下駅) - 西枝信号場 - 安東駅